# Климатологические фронты
Климатологи́ческие фронты́ — многолетние средние положения главных фронтов в разные сезоны. Их можно выявить на многолетних средних картах, подобно центрам действия атмосферы.
Постоянное расчленение барического поля Земли на циклоны и антициклоны приводит к тому, что и воздух тропосферы всегда расчленяется на воздушные массы, разделённые фронтами.
В действительности (а значит, на синоптических картах) положение и число фронтов могут резко отличаться от многолетнего среднего распределения. Фронты возникают, перемещаются и размываются в связи с циклонической деятельностью. 

## Описание
В январе в северном полушарии на средней карте обнаруживается две значительные ветви арктического фронта, или, иначе  говоря, два арктических фронта: один – на севере Атлантического океана и на севере Евразии, другой – на севере Северной Америки и над Канадским Арктическим архипелагом. Возможно, что более спорадически существуют и другие фронты. Области к северу от арктических фронтов заняты преимущественно арктическим воздухом. Однако в отдельных случаях арктические фронты могут занимать положение, далеко отклоняющееся от среднего. При возникновении на них циклонов и антициклонов они всё время перемещаются и вместе с вторжениями арктического воздуха могут проникать далеко к югу.
В более низких широтах, между 30˚ и 50˚ с. ш., обнаруживается цепь полярных фронтов, отделяющих области преобладания полярного воздуха (воздуха умеренных широт) от областей преобладания тропических широт. Полярные фронты проходят: над Атлантическим океаном по южной периферии исландской депрессии; над Средиземным морем; в Азии примерно вдоль северной границы Тибетского нагорья; над Тихим океаном (два фронта); над югом США. Среднее положение полярных фронтов указывает на южную границу преобладания полярного воздуха и на северную преобладания тропического воздуха. В отдельных случаях полярные фронты не будут, конечно, совпадать со средним положением. Разрывы между отдельными арктическими и полярными фронтами на картах указывают на районы, где воздух чаще всего проникает в более высокие или в более низкие широты, причём фронты размываются.
Аналогично в южном полушарии обнаруживаются антарктические фронты, окружающие материк Антарктиды, и четыре полярных фронта по 40 – 50˚ ю. ш. над океанами. 
Концы полярных фронтов, проникающих далеко вглубь тропиков, называют пассатными фронтами. Они разделяют в тропиках уже не полярный воздух от тропического, а разные массы тропического воздуха – на более свежие и более старые, относящиеся к разным субтропическим циклонам и антициклонам. 
Внутри тропиков обнаруживаются тропические фронты, которые на климатологических картах сливаются или почти сливаются в один общий фронт. Он проходит в январе больше над южным полушарием, чем над северным, особенно далеко отходя к югу вместе с ответвлениями экваториальной депрессии над нагретыми материками южного полушария. Вместо термина тропических фронт применяют ещё термин внутритропическая зона конвергенции, хотя эти понятия и не вполне идентичны.
В июле арктические и антарктические фронты занимают положения, близкие к январским. По-видимому, антарктические фронты в июле (зимой) проходят несколько дальше от материка Антарктиды, чем летом, а арктические в июле (летом) смещаются в более высокие широты. Полярные фронты в северном полушарии несколько смещены к северу в сравнении с январём, особенно над нагретыми материками; их среднее положение теперь около 50-й параллели. Полярные фронты над южным полушарием несколько смещены к экватору и проходят под 30 – 40˚ ю. ш. Наконец, тропические фронты в июле смещены в северное полушарие, особенно далеко на север над Индией (до Гималаев) и над низовьями Янцзы. Они также объединяются на средней карте в один общий фронт.
Таким образом, от января к июлю все климатологические фронты более или менее смещаются к северу, а от июля к январю – к югу.
Положение фронтов на средних картах указывает, в каких областях Земли преобладают в течение всего года воздушные массы того или иного типа и в каких от зимы к лету и от лета к зиме массы одного типа сменяются массами другого типа. Это является  основным критерием для генетической классификации климатов по Б. П. Алисову.